# Condado de Rio Arriba
O Condado de Rio Arriba é um dos 33 condados do Estado americano do Novo México. A sede do condado é Tierra Amarilla, e sua maior cidade é Tierra Amarilla. O condado possui uma área de 15 271 km² (dos quais 100 km² estão cobertos por água), uma população de 41 190 habitantes, e uma densidade populacional de 3 hab/km² (segundo o censo nacional de 2000). O condado foi fundado em 1852.